# العلاقات الأوغندية الزيمبابوية
العلاقات الأوغندية الزيمبابوية هي العلاقات الثنائية التي تجمع بين أوغندا وزيمبابوي.

## مقارنة بين البلدين
هذه مقارنة عامة ومرجعية للدولتين:
| وجه المقارنة                                              | أوغندا                        | زيمبابوي |
| --------------------------------------------------------- | ----------------------------- | --- |
| المساحة (كم2)                                             | 241.04 ألف                    | 390.76 ألف |
| عدد السكان (نسمة)                                         | 42.86 مليون                   | 16.53 مليون |
| الكثافة السكانية (ن./كم²)                                 | 177.81                        | 42.3 |
| العاصمة                                                   | كامبالا                       | هراري |
| اللغة الرسمية                                             | لغة إنجليزية، اللغة السواحلية | لغة إنجليزية، اللغة الشونا، النديبيلية الشمالية ‏، لغة الشيشيوا، Barwe ‏، Kalanga language ‏، Tshwa language ‏، النداو ‏، اللغة التسونجا، لغة الإشارة الزيمبابوية ‏، اللغة السوتية، تونغا ‏، اللغة التسوانية، اللغة الفيندية، اللغة الكوسية |
| العملة                                                    | شيلينغ أوغندي                 | دولار أمريكي |
| الناتج المحلي الإجمالي (بليون دولار)                      | 25.89 مليار                   | 17.85 مليار |
| الناتج المحلي الإجمالي (تعادل القوة الشرائية) بليون دولار | 72.25 مليار                   | 27.88 مليار |
| الناتج المحلي الإجمالي الاسمي للفرد دولار أمريكي          | 705                           | 924 |
| الناتج المحلي الإجمالي للفرد دولار أمريكي                 | 1.77 ألف                      | 1.79 ألف |
| مؤشر التنمية البشرية                                      | 0.483                         | 0.509 |
| رمز المكالمات الدولي                                      | +256                          | +263 |
| رمز الإنترنت                                              | .ug                           | .zw |
| المنطقة الزمنية                                           | ت ع م+03:00                   | ت ع م+02:00 |

## منظمات دولية مشتركة
يشترك البلدان في عضوية مجموعة من المنظمات الدولية، منها:
| علم المنظمة | اسم المنظمة                                 | تاريخ انضمام أوغندا | تاريخ انضمام زيمبابوي |
| ----------- | ------------------------------------------- | ------------------- | --------------------- |
|             | مؤسسة التنمية الدولية                       | 27 سبتمبر 1963      | 29 سبتمبر 1980        |
|             | الأمم المتحدة                               | 25 أكتوبر 1962      | 25 أغسطس 1980         |
|             | منظمة التجارة العالمية                      | ?                   | ?                     |
|             | البنك الإفريقي للتنمية                      | ?                   | ?                     |
|             | وكالة ضمان الاستثمار متعدد الأطراف          | 10 يونيو 1992       | 10 أبريل 1992         |
|             | مجموعة دول أفريقيا والكاريبي والمحيط الهادئ | ?                   | ?                     |
|             | الاتحاد الأفريقي                            | ?                   | ?                     |
|             | منظمة الشرطة الجنائية الدولية               | ?                   | ?                     |
|             | المركز الدولي لتسوية المنازعات الاستشارية   | 14 أكتوبر 1966      | 19 يونيو 1994         |
|             | الاتحاد الدولي للاتصالات                    | 8 مارس 1963         | 10 فبراير 1981        |
|             | الفريق المعني برصد الأرض                    | ?                   | ?                     |
|             | البنك الدولي للإنشاء والتعمير               | 27 سبتمبر 1963      | 29 سبتمبر 1980        |
|             | الاتحاد البريدي العالمي                     | ?                   | ?                     |
|             | منظمة حظر الأسلحة الكيميائية                | ?                   | ?                     |
|             | مؤسسة التمويل الدولية                       | 27 سبتمبر 1963      | 29 سبتمبر 1980        |
|             | يونسكو                                      | 9 نوفمبر 1962       | 22 سبتمبر 1980        |

## وصلات خارجية
- موقع وزارة الخارجية الأوغندية
- موقع وزارة الخارجية الزيمبابوية